# Ten (álbum de Pearl Jam)
Ten é o álbum de estreia da banda grunge americana Pearl Jam, lançado em 27 de agosto de 1991 através da Epic Records. Após a saída do baixista Jeff Ament e do guitarrista Stone Gossard de seu grupo anterior Mother Love Bone, os dois recrutaram o vocalista Eddie Vedder, o guitarrista Mike McCready e o baterista Dave Krusen para formar o Pearl Jam em 1990. A maioria de suas canções começaram como jams instrumentais, a que Vedder adiciona letras sobre temas como depressão, desabrigados e abuso.
Ten não foi um sucesso imediato, mas no final de 1992 ele tinha alcançado o 2º lugar na parada Billboard 200. O álbum produziu três singles de sucesso: "Alive", "Even Flow" e "Jeremy", além da canção "Black", que não foi um single, mas também teve sucesso. Enquanto o Pearl Jam foi acusado de saltar para o grunge na época, Ten foi fundamental na popularização do rock alternativo no mainstream. O álbum foi certificado treze vezes platina pela RIAA nos Estados Unidos, e vendeu mais de 20 milhões de cópias em todo o mundo. É o álbum mais bem sucedido do Pearl Jam.

## Antecedentes
O guitarrista Stone Gossard e o baixista Jeff Ament tocavam juntos em uma banda pioneira do grunge, chamada Green River. Depois da separação do Green River em 1987, Ament e Gossard tocaram juntos na banda Mother Love Bone, no final dos anos 1980. A carreira do Mother Love Bone foi marcada pela morte do vocalista Andrew Wood em 1990, causada por overdose, pouco antes do lançamento do seu álbum de estreia, Apple. Devido a isto, Gossard e Ament levaram meses para voltarem a querer tocar juntos. Gossard passou a escrever o material que foi mais pesado do que ele vinha fazendo anteriormente. Depois de alguns meses, Gossard começou a praticar com o guitarrista de Seattle, Mike McCready, que tinha acabado de sair da banda Shadow; McCready foi quem encorajou Gossard a voltar a tocar com Ament. Os três então entraram no estúdio em sessões separadas com o baterista do Soundgarden, Matt Cameron, e com o ex-baterista do Shadow, Chris Friel, para gravar algumas demos instrumentais. Cinco das canções gravadas - "Dollar Short", "Agytian Crave", "Footsteps", "Richard's E" e "E Ballad" - foram compiladas em uma fita cassete chamada Stone Gossard Demos '91 que utilizaram na esperança de encontrar um vocalista e um baterista para o trio.
O músico de San Diego, Eddie Vedder, adquiriu uma cópia desta demo em setembro de 1990, quando lhe foi dada pelo ex-baterista do Red Hot Chili Peppers, Jack Irons. Vedder ouviu a demo, foi surfar, e escreveu a letra no dia seguinte para "Dollar Short", "Agytian Crave" e "Footsteps". "Dollar Short" e "Agytian Crave" foram mais tarde renomeadas como "Alive" e "Once", respectivamente. Gossard e Ament escutaram a demo com a letra e a voz de Vedder, e foram com Vedder para Seattle para uma audição. Enquanto isso, Vedder havia escrito a letra para "E Ballad", renomeada "Black". O vocalista chegou dia 13 de outubro de 1990 e ensaiou com o resto do grupo (agora com Dave Krusen na bateria) durante uma semana, escrevendo onze canções no processo. Pouco depois contrataram Vedder como vocalista e assinaram um contrato com a Epic Records logo em seguida.

## Desenvolvimento e gravação
A banda, então nomeada Mookie Blaylock, entrou no London Bridge Studio em Seattle, Washington, em março de 1991 com o produtor Rick Parashar para gravar seu álbum de estreia. Algumas faixas foram anteriormente gravadas no London Bridge em janeiro, mas somente "Alive" foi realizada ao longo dessa sessão. As sessões do álbum foram rápidas e duraram apenas um mês, principalmente devido a banda já ter escrito a maioria do material para a gravação. "Porch", "Deep", "Why Go" e "Garden" foram as primeiras a serem gravadas durante as sessões do álbum, tudo o que havia sido previamente gravado durante as sessões da demo em algum ponto. McCready disse que "Ten foi principalmente Stone e Jeff; eu e Eddie estávamos de acompanhantes naquele momento". Ament declarou, "Nós sabíamos que estávamos ainda muito longe de ser uma banda de verdade nesse ponto".
As sessões de gravação de Ten foram completadas em maio de 1991. Krusen saiu da banda logo que as sessões foram concluídas, entrando na reabilitação. De acordo com Krusen, ele estava sofrendo de problemas pessoais na época. Krusen disse, "Foi uma grande experiência. Senti desde o início dessa banda que era algo especial", e acrescentou, "Eles tiveram que me deixar ir. Eu não conseguia parar de beber, e isso estava causando problemas. Eles me deram muitas chances, mas eu não poderia tê-las". A banda juntou Tim Palmer em junho, na Inglaterra, para a mixagem. Palmer decidiu mixar o álbum no Ridge Farm Studios, em Dorking, uma fazenda transformada, que de acordo com Palmer, era "tão longe de um estúdio de Los Angeles ou Nova York, que se podia ter". Palmer fez algumas adições às canções já gravadas, tendo incluído McCready terminando o solo de guitarra em "Alive" e aprimorando a introdução de "Black". Palmer fez um overdub com um saleiro e um extintor como percussão na faixa "Oceans".
Anos mais tarde, os membros do Pearl Jam manifestaram descontentamento com a maneira de mixagem no álbum. Em 2001, Ament disse: "Adoraria remixar Ten. Ed, certamente, estaria de acordo comigo…Não tem nada a ver com a mudança de nossas apresentações, basta tirar um pouco da reverb". Em 2002, Gossard disse: "Éramos muito novos no estúdio e passamos muito tempo gravando, fazendo tomadas diferentes, matando vibrações e overdubbing tons de guitarra. Tem muito reverb no álbum". Em 2006, Vedder disse: "Posso escutar as gravações anteriores [exceto] a primeira… é apenas o som da gravação. Era uma espécie de mistura de uma forma que foi… era uma espécie de produção".

## Composição

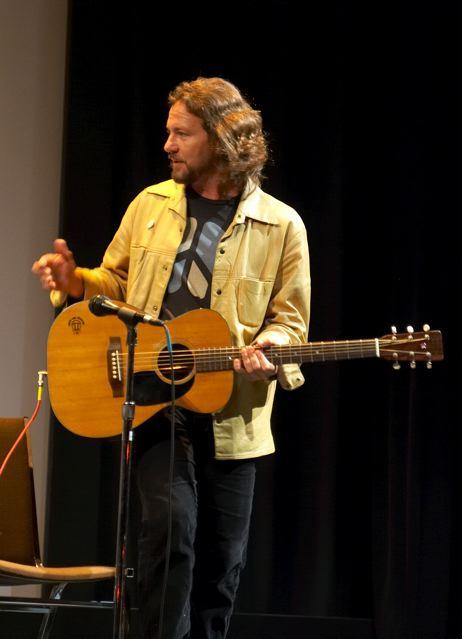
O vocalista Eddie Vedder escreveu todas as letras de Ten.

Muitas das canções em Ten começaram como composições instrumentais que Vedder depois acrescentou as letras após sua entrada para a banda. Quanto as letras, Vedder disse, "Tudo que eu realmente acredito é neste momento, como agora. E isso, na verdade, é o que todo o álbum fala". As letras de Vedder para Ten lidam com temas como depressão, suicídio, solidão e morte. O álbum também aborda questões sociais como a falta de moradia ("Even Flow") e o uso de hospitais psiquiátricos ("Why Go"). A canção "Jeremy" e o seu vídeo foram inspirados em uma história real em que um estudante do ensino médio atira em si mesmo na frente de seus colegas.
Muitos ouvintes interpretaram "Alive" como um hino inspirador devido à sua instrumental e coro. Vedder, desde então, revelou que a canção narra o conto semi-biográfico de um filho, descobrindo que seu pai é na verdade seu padrasto (o seu verdadeiro pai ter morrido há muito tempo), enquanto a tristeza de sua mãe transforma-a em abraçar sexualmente seu filho, que se parece muito com o pai biológico. "Alive" e "Once" partem de um ciclo de canções em que Vedder depois descreveu como uma "mini-ópera" intitulada Mamasan (a terceira canção, "Footsteps", apareceu como uma B-side no single "Jeremy"). Vedder explicou que a letra conta a história de um jovem cujo pai morre ("Alive"), causando-lhe para ir em uma matança ("Once") que leva à sua captura e execução ("Footsteps"). Mais tarde foi revelado que as letras de Vedder foram inspiradas por sua longa e guardada dor na descoberta aos 17 anos que o homem que ele pensava ser seu pai não era, e que seu verdadeiro pai já tinha morrido.
Embora Ten lide com temas sombrios, ele se tornou um dos destaques do rock alternativo dos anos 1990, por causa da voz de Vedder, extraordinariamente profunda e forte (e mais tarde muito imitada) alternando entre solidez e vibrato contra o desenfreado, a guitarra pesada, o som hard rock com influências de Led Zeppelin e outras bandas de rock dos anos 1970. O estilo musical de Ten, influenciado pelo rock clássico, combina um "vocabulário harmônico expansivo" com um som de hino. Stephen Thomas Erlewine do Allmusic declarou que as canções do álbum fundem "o riff-pesado do rock de estádio dos anos 70 com a coragem e a raiva do pós-punk dos anos 80, sem nunca deixar de lado os ganchos e os coros."
Ten apresenta uma faixa em duas partes intitulada "Master/Slave" que tanto abre e fecha o álbum. A primeira parte começa o álbum, antes de "Once" começar, e a segunda parte fecha o álbum, após "Release". Inicia-se cerca de dez segundos depois da última faixa do álbum, "Release", como uma faixa oculta, mas ambas contam como uma faixa no CD. A canção é inteiramente instrumental (por exceção de palavras ininteligíveis aleatórias que Vedder murmura) com uma linha dominante de baixo, juntamente com alguns sons de guitarra e de bateria confusos. O produtor Rick Parashar afirmou em 2002: "Pelo que me lembro, acho que Jeff tinha uma linha de baixo…Eu ouvi a linha de baixo e depois começamos a colaborar na sala de controle, e então eu comecei a programar no teclado todo este material; ele improvisava por cima e simplesmente saiu assim."

### Canções retiradas
Os singles do álbum apresentaram duas B-sides das sessões de gravação de Ten que não foram incluídas no álbum, "Wash" e "Yellow Ledbetter". A primeira foi uma B-side no single de "Alive" enquanto a última foi apresentada no single de "Jeremy" e eventualmente se tornou um sucesso de rádio em 1994. Ambas as canções foram incluídas na coleção de raridades Lost Dogs de 2003, embora a versão incluída de "Wash" seja uma tomada alternativa. A canção "Alone" também foi originalmente gravada para Ten; uma versão regravada de 1992 da canção está no single de "Go". Outra versão de "Alone", com vocais regravados, aparece em Lost Dogs. De acordo com McCready, "Alone" foi cortada de Ten porque a banda já tinha canções de meio tempo suficientes para o álbum. A canção "Dirty Frank," que foi lançada como uma B-side no single "Even Flow" e muitas vezes pensada ser deixada de Ten, foi gravada depois que Ten foi lançado. Assim, "Dirty Frank" não é das sessões de gravação de Ten.
A canção "Footsteps" começou como uma demo instrumental e foi compilada para a fita Stone Gossard Demos '91. Vedder adicionou vocais para esta versão depois que recebeu a fita demo. A música de "Footsteps" também foi usada para a canção "Times of Trouble" do Temple of the Dog. "Footsteps" foi apresentada como uma B-side no singe de "Jeremy", no entanto, esta versão é tirada de uma aparição de 1992 no programa de rádio Rockline. Essa versão de "Footsteps" é também vista em Lost Dogs, embora uma introdução de gaita tenha sido sobreposta sobre a gravação.
Outras canções rejeitadas do álbum, mas depois incluídas em Lost Dogs são "Hold On" e "Brother", a última das quais foi transformada em uma instrumental para Lost Dogs. "Brother" foi cortada porque Gossard não estava mais interessado em tocar a canção, uma decisão que Ament opôs-se e quase o levou a sair da banda. A versão de "Brother" com vocais aparece na reedição de 2009 de Ten e se tornou um sucesso de radio no mesmo ano. Ambas "Breath" e "State of Love and Trust" foram gravadas com a intenção das duas canções possivelmente aparecerem no filme Singles. As versões ouvidas no filme e na trilha sonora foram gravadas um ano depois em 1992. As versões das sessões de Ten aparecem na reedição de 2009 de Ten. Outras canções rejeitadas do álbum, mas depois incluídas na reedição de 2009 de Ten são "Just a Girl", "2,000 Mile Blues" e "Evil Little Goat".

## Capa e encarte
A arte de capa do álbum apresenta os membros da banda na época da gravação em uma pose do grupo em pé na frente de uma madeira de nome "Pearl Jam". O corte de madeira foi construído por
Ament. Ament disse: "O conceito original era realmente estarmos juntos como um grupo e entrar no mundo da música como uma banda de verdade… uma espécie de todos-por-um". Ament aparece nos créditos como diretor artístico e de desenho do álbum, Lance Mercer recebe crédito pela fotografia e tanto Lisa Sparagano e Risa Zaitschek são creditadas pelo design. Ament declarou: "Havia algumas cabeças com o departamento de arte da Sony no momento. A versão de que toda a gente veio a conhecer como a capa do álbum Ten era rosa e ela foi originalmente destinada a ser mais de uma cor bordeaux e a foto da banda devia ser em branco e preto". O nome original do Pearl Jam foi tirado do jogador profissional de basketball Mookie Blaylock. Ele foi mudado após a banda assinar com a Epic Records, já que os executivos da gravadora estavam preocupados com a propriedade intelectual e com os direitos de nome, já que Blaylock havia firmado um contrato com a Nike. Em comemoração do nome original da banda, a banda intitulou o seu primeiro álbum Ten pelo número da camiseta de Blaylock.

## Recepção musical

### Crítica profissional de 1991
| Críticas profissionais | Críticas profissionais |
| Avaliações da crítica  | Avaliações da crítica  |
| Fonte                  | Avaliação              |
| ---------------------- | ---------------------- |
| Allmusic               | link                   |
| Entertainment Weekly   | (B-) link              |
| Q Magazine             | 3/92, p.79             |
| Robert Christgau       | (favorável) link       |
| Rolling Stone          | link                   |
| Stereo Review          | (mixed) 1/92, p.80     |

O crítico da Rolling Stone, David Fricke, deu ao álbum uma crítica favorável, dizendo que o Pearl Jam "entrou voando no místico para velocidade digna de elogio." Ele também acrescentou que o Pearl Jam "desliza muito drama de uns poucos acordes nadando em eco." Allan Jones da Melody Maker sugeriu em sua revisão do Ten que é Vedder que "proporciona ao Pearl Jam seu convincente enfoque único." O crítico do Allmusic, Steve Huey, deu ao álbum cinco de cinco estrelas, chamando ele de "perfeita obra-prima do hard rock." A revista Q deu ao álbum quatro de cinco estrelas. O crítico chamou o álbum de "estrondoso rock moderno, apoiado com contagiosos motifs de guitarra e conduzido pelo baixo e pela bateria," e disse que "pode muito bem ser a cara do metal dos anos 90." A Stereo Review disse que "a banda soa maior que a vida, produzindo um inferno de guitarras que rugem, baixo e bateria monumentais, e vozes saídas da boca do estômago."
A banda recebeu também críticas negativas na imprensa musical. David Browne da Entertainment Weekly deu ao álbum B–. Quanto ao som do Pearl Jam, Browne afirmou que "você já ouviu tudo isso antes em gravações entre roqueiros do nordeste como o Soundgarden, o Alice in Chains e o extinto Mother Love Bone." Ele acabou por dizer que o Pearl Jam "muitas vezes…se perdem em um som que só serve para mostrar que quase tudo pode ser aproveitado e embalado." O crítico Robert Christgau deu ao álbum um B- em sua análise original do álbum, dizendo: "Corro o risco de um profundo sentimento já entendido escutando todos estes homens brancos cabeludos tocando suas guitarras muito tempo, mas não muito bem." A revista musical britânica NME disse que o Pearl Jam estava "tentando roubar o dinheiro dos bolsos dos jovens filhos alternativos." Kurt Cobain do Nirvana furiosamente atacou o Pearl Jam, alegando que a banda eram uns vendidos comerciais, e argumentou que Ten não foi um verdadeiro álbum alternativo porque ele tinha muitos solos de guitarra.

### Prêmios e indicações
Ten produziu dois singles de sucesso, "Alive" e "Jeremy", todos os quais tiveram acompanhamento de videoclipes (O vídeo de "Oceans" foi lançado apenas fora dos EUA). Os singles todos colocados nas paradas Mainstream Rock e Modern Rock. A canção "Black" alcançou o número três na parada Mainstream Rock, apesar de nunca ter sido lançada como single. O vídeo de "Alive" foi nomeado para o MTV Video Music Award por "Melhor Vídeo Alternativo" em 1992. "Jeremy" se tornou uma das canções mais conhecidas do Pearl Jam, e recebeu nomeações para o Grammy Award de 1993 por "Melhor Canção de Rock" e por "Melhor Performance de Hard Rock". O vídeo de "Jeremy", dirigido por Mark Pellington, foi colocado em alta rotação pela MTV e se tornou um grande sucesso, recebendo cinco nomeações no MTV Video Music Awards de 1993, dos quais venceu quatro, incluindo o "Vídeo do Ano" e "Melhor Vídeo de Grupo".
Em 2003, o álbum foi ranqueado número 207 na lista dos "500 melhores álbuns de todos os tempos" da revista Rolling Stone. Os leitores da Q escolheram Ten como o 42º maior álbum de sempre; entretanto, três anos depois o álbum foi listado menor em 59º. Em 2003, a VH1 colocou-o no número 83 na sua lista dos "100 maiores álbuns de rock and roll". Em 2006, a British Hit Singles & Albums e a NME organizaram uma enquete em que, 40,000 pessoas em todo o mundo votaram para os "100 melhores álbuns de sempre" e Ten foi colocado no número 66 na lista. Ele também foi ranqueado número 15 na edição de outubro de 2006 da Guitar World na lista dos "100 maiores álbuns de guitarra de todos os tempos". Em 2007, o álbum foi incluído no número 11 na lista dos "200 álbuns definitivos de todos os tempos" desenvolvida pela National Association of Recording Merchandisers.
| Publicação                                      | País           | Reconhecimento                                      | Ano  | Posição | Ref.   |
| Musik Express/Sounds                            | Alemanha       | "As 100 Obras-primas"                               | 1993 | 68      | [ 47 ] |
| Nieuwe Revu                                     | Países Baixos  | "100 Melhores Álbuns de Todos os Tempos"            | 1994 | 25      | [ 48 ] |
| Viceversa                                       | Itália         | "100 Álbuns de Rock"                                | 1996 | 99      | [ 49 ] |
| Kerrang!                                        | Reino Unido    | "100 Álbuns que Você Deve Ouvir Antes de Morrer"    | 1998 | 15      | [ 50 ] |
| Juice                                           | Austrália      | "Os 100 (+34) Maiores Álbuns dos Anos 90"           | 1999 | 101     | [ 51 ] |
| Spin                                            | Estados Unidos | "90 Melhores Álbuns dos Anos 90"                    | 1999 | 33      | [ 52 ] |
| Pause & Play                                    | Estados Unidos | "100 Melhores Álbuns Essenciais dos Anos 90"        | 1999 | 11      | [ 53 ] |
| Q                                               | Estados Unidos | "100 Maiores Álbuns de Sempre"                      | 2003 | 42      | [ 40 ] |
| Rolling Stone                                   | Estados Unidos | "Os 500 Maiores Álbuns de Todos os Tempos"          | 2003 | 207     | [ 54 ] |
| VH1                                             | Estados Unidos | "100 Maiores Álbuns de Rock & Roll"                 | 2003 | 83      | [ 42 ] |
| Rolling Stone                                   | Alemanha       | "Os 500 Melhores Álbuns de Todos os Tempos"         | 2004 | 20      | [ 55 ] |
| Spin                                            | Estados Unidos | "100 Maiores Álbuns de 1985–2005"                   | 2005 | 93      | [ 56 ] |
| Q                                               | Estados Unidos | "100 Maiores Álbuns de Sempre"                      | 2006 | 59      | [ 41 ] |
| Guitar World                                    | Estados Unidos | "100 Maiores Álbuns de Guitarra de Todos os Tempos" | 2006 | 15      | [ 44 ] |
| National Association of Recording Merchandisers | Estados Unidos | "200 Definitivos"                                   | 2007 | 11      | [ 45 ] |

## Desempenho comercial
Ten inicialmente vendeu lentamente após seu lançamento, mas na segunda metade de 1992 ele se tornou um sucesso, conseguindo uma certificação ouro da RIAA. Quase um ano depois de seu lançamento, o álbum finalmente entrou no top ten da parada de álbum Billboard 200 em 30 de maio de 1992, alcançando o número oito. Ten acabaria por alcançar o número dois. O álbum Some Gave All de Billy Ray Cyrus foi o que ficou em primeiro. Por fevereiro de 1993, as vendas americanas de Ten superaram as do Nevermind, o álbum de sucesso da banda grunge Nirvana. Ten continuou a vender bem dois anos depois de seu lançamento; em 1993, ele foi o oitavo álbum mais vendido nos Estados Unidos, acima do segundo álbum do Pearl Jam, Vs. Até agosto de 2012, Ten vendeu 9.963.000 nos Estados Unidos de acordo com a Nielsen SoundScan, e foi certificado treze vezes platina pela RIAA.

## Turnê
Ament declarou que "essencialmente Ten foi apenas uma desculpa para turnê," adicionando: "Dissemos a gravadora, 'Sabemos que podemos ser uma grande banda, então vamos ter a oportunidade de sair e tocar.'" O Pearl Jam enfrentou uma incansável agenda de shows para Ten. O baterista Dave Abbruzzese se juntou à banda para os shows do Pearl Jam em apoio ao álbum. No meio da sua própria turnê planejada na América do Norte, o Pearl Jam cancelou as datas restantes para ter uma abertura para o Red Hot Chili Peppers na turnê da banda, Blood Sugar Sex Magik, ao final de 1991 na América do Norte. Foi o ex-baterista do Red Hot Chili Peppers, Jack Irons, que chamou sua banda para pedir que contratasse a banda de seu amigo Vedder para que abrissem a turnê. O The Smashing Pumpkins também acompanhou o Red Hot Chili Peppers na turnê. Com o Red Hot Chili Peppers fazendo shows em arenas ao invés de teatros, os promotores da turnê decidiram que o Pearl Jam devia ser substituído por um ato mais bem sucedido. O Nirvana foi escolhido para substituir o Pearl Jam na turnê, no entanto, o The Smashing Pumpkins deixou o projeto de lei do concerto e foram substituídos pelo Pearl Jam. O executivo da Epic, Michael Goldstone, observou que "a banda fez um trabalho incrível abrindo a turnê do Chili Peppers que abriu as portas no rádio."
Em 1992, a banda embarcou em sua primeira turnê europeia. Em 13 de março de 1992, no show de Munique, Alemanha, no Nachtwerk, o Pearl Jam tocou Ten em sua totalidade. A banda então voltou e fez outra turnê na América do Norte. Goldstone observou que a audiência da banda se expandiu, dizendo que ao contrário de antes, "toda a gente veio." O empresário da banda, Kelly Curtis, declarou: "Quando as pessoas vieram e os vi ao vivo, esta lâmpada se acendia. Fazendo sua primeira turnê, você sabia do que estava acontecendo e não havia como detê-la. Tocar em Midwest e esgotar locais de 500 assentos. Eddie poderia dizer que ele queria falar com Brett, o cara do som, e eles levá-lo lá fora, em suas mãos. Você Nunca havia visto uma reação assim do público antes..." Quando o Pearl Jam voltou para uma segunda parte na Europa, a banda apareceu no Festival Pinkpop e no Roskilde Festival em junho de 1992. A banda cancelou suas restantes datas da turnê europeia no verão de 1992, após o Roskilde Festival, devido a um confronto com a segurança no evento, bem como o cansaço das turnês. Ament disse: "Nós tínhamos estado na estrada durante 10 meses. Acho que só chegou a um ponto até a metade da turnê que estava começando a ficar muito intensa. Quero dizer apenas estar longe de casa, estar na estrada o tempo todo e ficar sozinho ou estar deprimido ou o que seja." A banda viria a tocar a turnê Lollapalooza de 1992 com o Red Hot Chili Peppers, Soundgarden e Ministry, entre outros.

## Reedição de 2009

Capa reeditada do álbum, lançada em 2009.

Em 24 de março de 2009, Ten foi relançado em quatro edições (Legacy, Deluxe, Vinyl e Super Deluxe). Ele é a primeira reedição em um relançamento planejado do catálogo inteiro do Pearl Jam que levará até o 20º aniversário da banda em 2011. Os extras nas quatro edições incluem uma remasterização e um remix de todo o álbum pelo produtor Brendan O'Brien, embalagem re-desenhada, seis faixas bônus ("Brother", "Just a Girl", "Breath and a Scream", "State of Love and Trust", "2,000 Mile Blues" e "Evil Little Goat"), um DVD da apresentação da banda em 1992 no MTV Unplugged (incluindo uma apresentação bônus de "Oceans", que juntamente com "Rockin' in the Free World" foi originalmente excluída da versão de transmissão), versões em vinil do álbum, um LP do concerto da banda em 20 de setembro de 1992 no Magnuson Park em Seattle (também conhecido como Drop in the Park), uma réplica da demo cassette original Mamasan e uma réplica do bloco de notas de Vedder contendo anotações pessoais e lembranças.
Quanto ao seu remix do álbum, O'Brien afirmou: "A banda adorou o mix original de Ten, mas também estavam interessados no que ele iria soar como se eu fosse para desconstruir e remixá-lo…O som original de Ten é o que milhões de pessoas compraram, escavaram e amaram, então eu estava inicialmente hesitante para mexer com isso. Após anos de persistência da banda, eu fui capaz de envolver minha cabeça em torno da ideia de oferecê-lo como um complemento para o original, dando uma visão nova sobre ele, um som mais direto."
| Críticas profissionais | Críticas profissionais |
| Avaliações da crítica  | Avaliações da crítica  |
| Fonte                  | Avaliação              |
| ---------------------- | ---------------------- |
| Allmusic               | link                   |
| Blender                | link                   |
| Pitchfork Media        | (6.7/10) link          |
| Rolling Stone          | link                   |
| Uncut                  | link                   |

A reedição de Ten vendeu 60,000 cópias na primeira semana, a segunda maior venda da semana para o álbum desde o natal de 1993.Já que a Billboard considera a reedição de Ten como um item de catálogo, Ten não aparecereu na Billboard 200, Top Modern Rock/Alternative, ou Top Rock Albums, já que essas paradas não incluem itens de catálogo. Se tivesse sido incluído na Billboard 200, as 60,000 cópias vendidas da reedição de Ten teriam colocado ele no número cinco. A reedição também reentrou na Australian Albums Chart no número 11, dando-lhe uma posição nova nas paradas da Austrália e sua colocação mais alta nas paradas desde 14 de junho de 1992.
Coincidindo com a reedição do álbum, em março de 2009, Todo o álbum foi disponibilizado como conteúdo descarregável para a série Rock Band de video games. Além disso, três faixas bônus da era Ten foram disponibilizadas para o Rock Band para aqueles que comprassem a reedição de Ten através da Best Buy: "Brother", "Alive" e "State of Love and Trust", as duas últimas como versões ao vivo retiradas do concerto da banda em 20 de setembro de 1992.

## Listas de faixas
Todas as letras escritas por Eddie Vedder. 
| Edição padrão  |                                                     |                                                        |         |  |
| N.º            | Título                                              | Música                                                 | Duração |  |
| 1.             | "Once"                                              | Stone Gossard                                          | 3:51    |  |
| 2.             | "Even Flow"                                         | Gossard                                                | 4:53    |  |
| 3.             | "Alive"                                             | Gossard                                                | 5:41    |  |
| 4.             | "Why Go"                                            | Jeff Ament                                             | 3:20    |  |
| 5.             | "Black"                                             | Gossard                                                | 5:43    |  |
| 6.             | "Jeremy"                                            | Ament                                                  | 5:18    |  |
| 7.             | "Oceans"                                            | Gossard · Ament · Vedder                               | 2:42    |  |
| 8.             | "Porch"                                             | Vedder                                                 | 3:30    |  |
| 9.             | "Garden"                                            | Gossard · Ament                                        | 4:59    |  |
| 10.            | "Deep"                                              | Gossard · Ament                                        | 4:18    |  |
| 11.            | "Release" (inclui a faixa escondida "Master/Slave") | Gossard · Ament · Dave Krusen · Mike McCready · Vedder | 9:05    |  |
| Duração total: | Duração total:                                      | Duração total:                                         | 53:33   |  |

| Faixas bônus da edição na Europa |                                     |                                              |         |  |
| N.º                              | Título                              | Música                                       | Duração |  |
| 12.                              | "Alive" (Live from RKCNDY, Seattle) | Gossard                                      | 4:54    |  |
| 13.                              | "Wash"                              | Gossard · Ament · Krusen · McCready · Vedder | 3:33    |  |
| 14.                              | "Dirty Frank"                       | Dave Abbruzzese · Ament · Gossard · McCready | 5:38    |  |
| Duração total:                   | Duração total:                      | Duração total:                               | 67:41   |  |

| Faixas bônus lançada no Japão |                      |                              |         |  |
| N.º                           | Título               | Música                       | Duração |  |
| 12.                           | "I've Got a Feeling" | John Lennon · Paul McCartney | 3:42    |  |
| 13.                           | "Master/Slave"       | Ament                        | 3:48    |  |
| Duração total:                | Duração total:       | Duração total:               | 61:23   |  |

| Faixas bônus da versão de reedição |                                           |                                              |         |  |
| N.º                                | Título                                    | Música                                       | Duração |  |
| 12.                                | "Brother" (com vocais)                    | Gossard                                      | 3:59    |  |
| 13.                                | "Just a Girl" (Mookie Blaylock Demo 1990) | Gossard                                      | 5:01    |  |
| 14.                                | "Breath" (Mookie Blaylock Demo 1990)      | Gossard                                      | 5:58    |  |
| 15.                                | "State of Love and Trust" (Demo 1991)     | McCready · Ament                             | 4:47    |  |
| 16.                                | "2,000 Mile Blues"                        | Ament · McCready · Krusen                    | 3:57    |  |
| 17.                                | "Evil Little Goat"                        | Gossard · Ament · Krusen · McCready · Vedder | 1:27    |  |
| Duração total:                     | Duração total:                            | Duração total:                               | 78:48   |  |

| Faixas bônus da versão de reedição no iTunes[nota a] |                    |                                                  |         |  |
| N.º                                                  | Título             | Música                                           | Duração |  |
| 18.                                                  | "Why Go" (Live)    | Ament                                            | 4:01    |  |
| 19.                                                  | "Even Flow" (Live) | Gossard                                          | 5:10    |  |
| 20.                                                  | "Alone" (Live)     | Abbruzzese · Ament · Gossard · McCready · Vedder | 3:26    |  |
| 21.                                                  | "Garden" (Live)    | Gossard · Ament                                  | 5:42    |  |
| Duração total:                                       | Duração total:     | Duração total:                                   | 97:20   |  |

Observações
- ↑[nota a]  As faixas foram gravadas no concerto realizado em 31 de dezembro de 1992, no The Academy Theater em Nova York.[70]

## Créditos
| Pearl Jam - Eddie Vedder – vocal, arte adicional - Stone Gossard – guitarra - Mike McCready – guitarra - Jeff Ament – baixo, direção de arte/conceito - Dave Krusen – bateria | Músicos adicionais e produção - Dave Hillis, Don Gilmore, Adrian Moore – engenheiro adicional - Walter Gray – cello - Bob Ludwig – masterização - Lance Mercer – fotos - Tim Palmer – extintor, saleiro, mixagem - Rick Parashar – produção, piano, órgão, percussão - Pearl Jam – produção - Steve Pitstick – arte adicional - Lisa Sparagano, Risa Zaitschek – design |

## Posição nas paradas
| Ano  | Parada                    | Posição | Ref.   |
| 1991 | Top Heatseekers           | 2       | [ 71 ] |
| 1992 | US Billboard 200          | 2       | [ 71 ] |
| 1992 | Canadian Albums Chart     | 2       | [ 72 ] |
| 1992 | New Zealand Albums Chart  | 3       | [ 73 ] |
| 1992 | Norwegian Albums Chart    | 8       | [ 74 ] |
| 1992 | German Albums Chart       | 15      | [ 75 ] |
| 1992 | UK Albums Chart           | 18      | [ 76 ] |
| 1992 | Austrian Albums Chart     | 31      | [ 77 ] |
| 1994 | Swedish Albums Chart      | 9       | [ 78 ] |
| 2009 | Top Internet Albums       | 1       | [ 79 ] |
| 2009 | Portuguese Albums         | 2       | [ 80 ] |
| 2009 | Dutch Albums Chart        | 10      | [ 81 ] |
| 2009 | Australian Albums Chart   | 11      | [ 82 ] |
| 2009 | Belgian Albums Chart (Vl) | 20      | [ 83 ] |
| 2009 | Belgian Albums Chart (Wa) | 66      | [ 83 ] |
| 2009 | Italian Albums Chart      | 20      | [ 84 ] |
| 2009 | Croatian Albums           | 24      | [ 85 ] |
| 2009 | Irish Albums Chart        | 38      | [ 86 ] |
| 2009 | Swiss Albums Chart        | 67      | [ 87 ] |

| Ano       | Parada           | Posição | Ref.   |
| 1990-1999 | US Billboard 200 | 14      | [ 88 ] |

| 1991                                             | "Alive"     | —  | 16 | 18 | 9  | —  | 44 | 13 | 19 | 20 | 16 |
| 1992                                             | "Even Flow" | —  | 3  | 21 | 22 | 74 | —  | —  | —  | 20 | 27 |
| 1992                                             | "Jeremy"    | 79 | 5  | 5  | —  | 32 | 93 | 10 | 59 | 34 | 15 |
| 1992                                             | "Oceans"    | —  | —  | —  | —  | —  | —  | —  | 30 | 16 | —  |
| 1993                                             | "Black"     | —  | 3  | 20 | —  | —  | —  | —  | —  | —  | —  |
| 2009                                             | "Brother"   | —  | 5  | 1  | —  | 60 | —  | —  | —  | —  | —  |
| "—" denota singles que não entraram nas paradas. |             |    |    |    |    |    |    |    |    |    |    |